# Shawna
Shawna ist als eine weibliche Form von Shawn ein englischer Vorname.

## Namensträgerinnen
- Shawna Fermin (* 1991), Leichtathletin aus Trinidad und Tobago
- Shawna Gordon (* 1990), US-amerikanische Fußballspielerin
- Shawna Lenee (* 1987), US-amerikanische Pornodarstellerin
- Shawna Pendry (* 2002), britische Biathletin
- Shawna Waldron (* 1982), US-amerikanische Schauspielerin

## Varianten
- Seana
- Shauna